# (248) Lameia
(248) Lameia ist ein Asteroid des inneren Hauptgürtels, der am 5. Juni 1885 vom österreichischen Astronomen Johann Palisa an der Universitätssternwarte Wien bei einer Helligkeit von 12 mag entdeckt wurde.
Der Asteroid wurde benannt nach Lamia, der von Zeus geliebten Tochter des Belos. Hera entstellte Lamia aus Eifersucht und tötete alle ihre Kinder bis auf eines. Lamia hatte das Gesicht und die Brüste einer Frau und den Körper einer Schlange. Da sie sich an Hera nicht rächen konnte, lockte Lamia Fremde an, um sie zu verschlingen.

## Wissenschaftliche Auswertung
Mit Daten radiometrischer Beobachtungen im Infraroten mit der Infrared Telescope Facility (IRTF) am Mauna-Kea-Observatorium auf Hawaiʻi vom 4. Dezember 1980 wurden für (248) Lameia erstmals Werte für den Durchmesser und die Albedo von 54 km und 0,04 bestimmt. Aus Ergebnissen der IRAS Minor Planet Survey (IMPS) wurden 1992 Angaben zu Durchmesser und Albedo für zahlreiche Asteroiden abgeleitet, darunter auch (248) Lameia, für die damals Werte von 48,7 km bzw. 0,06 erhalten wurden. Mit dem Satelliten Midcourse Space Experiment (MSX) wurden 1996 bis 1997 im Rahmen der Infrared Minor Planet Survey (MIMPS) Daten gewonnen, aus denen für den Asteroiden Werte für den mittleren Durchmesser und die Albedo von 49,7 km bzw. 0,06 bestimmt wurden. Eine Auswertung von Beobachtungen durch das Projekt NEOWISE im nahen Infrarot führte 2011 zu vorläufigen Werten für den Durchmesser und die Albedo im sichtbaren Bereich von 54,0 km bzw. 0,05. Nachdem die Werte nach neuen Messungen mit NEOWISE 2012 auf 48,5 km bzw. 0,06 geändert worden waren, wurden sie 2014 auf 50,1 km bzw. 0,06 korrigiert. Nach der Reaktivierung von NEOWISE im Jahr 2013 und Registrierung neuer Daten wurden die Werte 2015 zunächst mit 48,1 km bzw. 0,05 angegeben und dann 2016 korrigiert zu 40,9 oder 54,2 km bzw. 0,07 oder 0,05, diese Angaben beinhalten aber alle hohe Unsicherheiten.
Spektroskopische Beobachtungen von (248) Lameia an der IRTF am 31. Mai 2013 zeigten ein strukturloses Spektrum, das kohligen Chondriten ähnelt.
Photometrische Messungen des Asteroiden fanden erstmals statt am 9. Oktober 1983 und vom 15. bis 18. Februar 1985 am McDonald-Observatorium in Texas. Aus den in aufeinanderfolgenden Nächten nahezu identischen Lichtkurven wurde auf eine Rotationsperiode von 12,00 h geschlossen, aber auch der halbe Wert konnte nicht ausgeschlossen werden.
Bei Asteroiden mit Rotationsperioden von ungefähr einem halb- oder ganzzahligen Erdtag kann an einem Observatorium oft nur eine unvollständige Lichtkurve aufgenommen werden, da in jeder Nacht immer wieder derselbe Abschnitt der Lichtkurve erfasst wird. Daher wurde in einer koordinierten Zusammenarbeit über einen längeren Zeitraum zwischen dem Organ Mesa Observatory in New Mexico, der Sternwarte Belgrad in Serbien und dem Riverland Dingo Observatory in South Australia während 15 Nächten vom 29. August bis 1. November 2014 eine sehr detaillierte Lichtkurve aufgezeichnet, aus der eine Rotationsperiode von 11,912 h bestimmt wurde. Die doppelte Periode konnte sicher ausgeschlossen werden. Es wurde dabei auch ein Durchmesser des Asteroiden von 47 ± 3 km abgeleitet.
Zwischen 2012 und 2018 wurden mit der All-Sky Automated Survey for Supernovae (ASAS-SN) auch photometrische Daten von 20.000 Asteroiden aufgezeichnet. Auf mehr als 5000 davon konnte erfolgreich die Methode der konvexen Inversion angewendet werden, darunter auch (248) Lameia, für die in einer Untersuchung von 2021 erstmals ein dreidimensionales Gestaltmodell für zwei alternative Rotationsachsen mit prograder Rotation und einer Periode von 11,9120 h berechnet wurde. Aus archivierten Daten des Asteroid Terrestrial-impact Last Alert System (ATLAS) aus dem Zeitraum 2015 bis 2018 konnte in einer Untersuchung von 2022 mit der Methode der konvexen Inversion eine Rotationsperiode von 11,912 h bestimmt werden.